# Hetednap Adventista Reformmozgalom
A Hetednap Adventista Reformmozgalom egy protestáns szabadegyház, amely az I. világháború után a hetednapi adventista közösségből szakadt ki. Tagjait a köznyelvben reform-adventistáknak, illetve őrállók-nak is nevezik.

## Története
Az első világháború alatt az adventisták között szakadás jött létre a szombat betartása és a fegyveres katonai szolgálat miatt. A német és európai adventista vezetők, mint pl. Ludwig R. Conradi ugyanis, – hogy megvédjék a közösséget a megtorló intézkedésektől, – jóváhagyták a háborúban való részvételt.
A reformerek viszont úgy vélték, hogy továbbra is hűek kell lenniük Isten törvényéhez és nem lehetnek világi harcosok. Elfogadhatatlan volt számukra, hogy a világi katonaságban részt vegyenek, amely ellentétes Isten törvényével.
A mozgalom Németországból indult el és a háború második felében jelentkezett Magyarországon is.
Az egyház vezetésével való nézeteltéréseket a háború után sem sikerült megszüntetni. 1925. nyarán a hívek vezetői találkoztak a németországi Gothaban és létrehozták a  Hetednapi Adventisták Nemzetközi Missziós Társaságát, a Reformáció Mozgalmát”, amelynek célja az adventista közösség eredeti tanításainak és gyakorlatának folytatása volt.
Németországban hivatalosan először 1929-ben jegyezték be egyesületként, amely egészen 1936-ig működött, amikor a Gestapo betiltotta.
Az 1930-as években híveik és anyagi eszközök segítségével már az Egyesült Államokban, Kanadában, Brazíliában és Argentínában is terjedt a mozgalom.
A második világháború után a mozgalom központját az Amerikai Egyesült Államokba helyezték át.
1951-ben egy szakadás történt a közösségben; 1952-ben az egyik csoportjuk átnevezte magát Hetednap Adventista Reformmozgalomnak.
Magyarországon az 1980-as években mintegy 300-350 megkeresztelt hívőjük volt.

### 21. század
2018 végén a hívők száma világszélesen 42 285 fő volt.
A legtöbb hívővel rendelkező országok (2018-ban):
- Brazília: 10 580;
- Peru: 2998;
- Románia: 2526;
- Kongói Demokratikus Köztársaság: 2451;
- Angola: 2423;
- India: 1500;
- Fülöp-szigetek: 1403
- Kolumbia: 1016
- Ukrajna: 1014
- Etiópia: 968.

Németországban a taglétszám 2014-ben 200 fő volt.
Magyarországon a 2020-as évek elején csak pár gyülekezettel rendelkeztek.

## Hitelvek
A közösség hitelvei :
- Szentháromság-tan
- a Biblia, mint Isten kinyilatkoztatása
- a Tízparancsolat érvényessége
- a szombat szentsége
- a házasság szentsége
- a kegyelem tana
- az ószövetségi ceremoniális törvény
- a felnőttkeresztség gyakorlása (a gyermekkeresztség elvetése)
- Krisztus teste, az Ő egyháza
- úrvacsora a lábmosás szertartásával
- a vizsgálati ítélet, amely meghatározza minden ember túlvilági sorsát [12]
- hármas angyali üzenet (Jel.) [13]
- egészséges életmód (többek közt a húsevés elutasítása)
- tized
- a prófétaság ajándéka az utolsó időkre vonatkozóan
- a világi hatóságokkal szembeni kötelesség
- az embernek nincs halhatatlan lelke,[14] de van feltámadás
- Krisztus második eljövetele
- millennium
- új Föld